# Ernesto Nicolini
Ernesto Nicolini (ur. 23 lutego 1834 w Saint-Malo, zm. 19 stycznia 1898 w Pau) – francuski śpiewak operowy, tenor, specjalizujący się w interpretacji kompozytorów włoskich i francuskich.
Studiował w Konserwatorium Paryskim. Zadebiutował w 1857 w paryskiej Opéra-Comique. Kontynuował studia we Włoszech, po których występował m.in.: w La Scali w Mediolanie, w Comédie-Italienne, w Royal Opera House, w Petersburgu i Moskwie, Wiedniu, Wenecji, Brukseli, Berlinie; odbył również trasę koncertową po Stanach Zjednoczonych i Ameryce Południowej.
Był partnerem scenicznym i życiowym sopranistki Adeliny Patti.
Po raz ostatni wystąpił w Theatre Royal przy Drury Lane w 1897.